# Frómista
Frómista – gmina w Hiszpanii, w prowincji Palencia, w Kastylii i León, o powierzchni 46,59 km². W 2011 roku gmina liczyła 846 mieszkańców.